# Cinema da Meia-Noite
Cinema da Meia-Noite foi um programa de televisão português, uma sessão de filmes exibida pela RTP1 semanalmente à noite. Esta foi uma das sessões mais famosas de televisão de sempre, onde se estrearam na RTP1 os mais célebres filmes da história da 7ª Arte.

## Filmes Exibidos no Cinema da Meia-Noite
Os filmes que foram estreados em televisão no "Cinema da Meia-Noite" foram dos mais variados tipos e os que mais fizeram sucesso na televisão, como demonstra a lista dos seguintes exemplos que apresentamos de filmes que foram estreados, exibidos ou reexibidos na rubrica "Cinema da Meia-Noite":

### 1987
| Dia de exibição        | Titulo do filme e ano        | País de origem | Elenco principal |
| ---------------------- | ---------------------------- | -------------- | --- |
| 7 de novembro de 1987  | Dillinger (1973)             | Estados Unidos | Warren Oates, Ben Johnson, Michelle Phillips, Cloris Leachman                                                                 |
| 14 de novembro de 1987 | Al Capone (1959)             | Estados Unidos | Rod Steiger, Fay Spain, James Gregory                                                                                         |
| 21 de novembro de 1987 | O Massacre de Chicago (1967) | Estados Unidos | Jason Robards, George Segal, Ralph Meeker, Jean Hale                                                                          |
| 28 de novembro de 1987 | A Capital do Crime (1960)    | Estados Unidos | Ray Danton, Karen Steele, Elaine Stewart                                                                                      |
| 5 de dezembro de 1987  | À Procura de um Homem (1977) | Estados Unidos | Diane Keaton, Tuesday Weld, Richard Gere                                                                                      |
| 12 de dezembro de 1987 | Pânico em Needle Park (1971) | Estados Unidos | Al Pacino, Kitty Winn, Alan Vint, Richard Bright, Kiel Martin                                                                 |
| 19 de dezembro de 1987 | O Grupo do Colégip (1966)    | Estados Unidos | Candice Bergen, Joan Hackett, Elizabeth Hartman, Joanna Pettet                                                                |
| 26 de dezembro de 1987 | O Inquilino (1976)           | França         | Roman Polanski, Isabelle Adjani, Melvyn Douglas, Jo Van Fleet, Bernard Fresson, Lila Kedrova, Claude Dauphin, Shelley Winters |

### 1988
| Dia de exibição         | Titulo do filme e ano                   | País de origem                                | Elenco principal |
| ----------------------- | --------------------------------------- | --------------------------------------------- | --- |
| 2 de janeiro de 1988    | O Fantasma do Paraíso (1974)            | Estados Unidos                                | Paul Williams, William Finley, Jessica Harper, Gerritt Graham |
| 9 de janeiro de 1988    | As Brancas Montanhas da Morte (1972)    | Estados Unidos                                | Robert Redford, Will Geer, Stefan Gierasch, Delle Bolton |
| 16 de janeiro de 1988   | Quem Tem Medo de Virginia Woolf? (1966) | Estados Unidos                                | Elizabeth Taylor, Richard Burton, George Segal, Sandy Dennis |
| 23 de janeiro de 1988   | Feios, Porcos e Maus (2976)             | Itália                                        | Nino Manfredi, Maria Luisa Santella, Francesco Anniballi, Maria Bosco, Giselda Castrini, Alfredo D'Ippolito, [[Giancarlo Fanelli Paride]], Marina Fasoli                                         |
| 30 de janeiro de 1988   | Klute (1971)                            | Estados Unidos                                | Jane Fonda, Donald Sutherland, Roy Scheider, Charles Cioffi |
| 6 de fevereiro de 1988  | Verão de 42 (1971)                      | Estados Unidos                                | Jennifer O'Neill, Gary Grimes, Jerry Houser, Oliver Conant |
| 13 de fevereiro de 1988 | O Mundo Maluco (1963)                   | Estados Unidos                                | Spencer Tracy, Milton Berle, Sid Caesar, Buddy Hackett, Ethel Merman, Mickey Rooney, Dick Shawn, Phil Silvers, Terry-Thomas, Jonathan Winters, Edie Adams, Dorothy Provine                       |
| 20 de fevereiro de 1988 | Super-Homem: O Filme (1978)             | Reino Unido · Suíça · Panamá · Estados Unidos | Christopher Reeve, Marlon Brando, Gene Hackman, Ned Beatty, Jackie Cooper, Glenn Ford, Trevor Howard, Margot Kidder Valerie Perrine, Maria Schell, Terence Stamp, Phyllis Thaxter, Susannah York |
| 27 de fevereiro de 1988 | Exorcista II - O Herege (1977)          | Estados Unidos                                | Linda Blair, Richard Burton, Louise Fletcher, Max von Sydow, Kitty Winn, Paul Henreid |
| 5 de março de 1988      | O Dragão Ataca (1973)                   | Hong Kong · Estados Unidos                    | Bruce Lee, John Saxon, Ahna Capri |
| 12 de março de 1988     | Operação Istambul (1965)                | Espanha · Itália · França                     | Horst Buchholz, Sylva Koscina, Mario Adorf, Perrette Pradier, Ángel Picazo, Klaus Kinski |
| 19 de março de 1988     | Yanks (1979)                            | Estados Unidos · Reino Unido · Alemanha       | Richard Gere, Vanessa Redgrave, William Devane, Lisa Eichhorn, Rachel Roberts, Chick Vennera, Arlen Dean Snyder, Annie Ross                                                                      |
| 26 de março de 1988     | A Fúria da Razão (1971)                 | Estados Unidos                                | Clint Eastwood, Harry Guardino, Reni Santoni, John Vernon |
| 9 de abril de 1988      | Homens Sem Amanhã (1972)                | Estados Unidos                                | Vic Morrow, Clu Gulager, Alan Alda |
| 16 de abril de 1988     | A Invasão dos Violadores (1978)         | Estados Unidos                                | Donald Sutherland, Brooke Adams, Jeff Goldblum, Veronica Cartwright, Leonard Nimoy, Art Hindle, Lelia Goldoni, Kevin McCarthy, Don Siegel, Tom Luddy                                             |
| 23 de abril de 1988     | O Fugitivo (1980)                       | Estados Unidos                                | Peter O'Toole, Steve Railsback, Barbara Hershey |
| 30 de abril de 1988     | Psico (1960)                            | Estados Unidos                                | Anthony Perkins, Janet Leigh, Vera Miles, John Gavin, Martin Balsam |

## Ligações Externas
- Diário de Lisboa, Fundação Mário Soares.
- Rádio e Televisão de Portugal
- Revista "Rádio e Televisão"
- Comarca de Arganil